# Mädris-Vermol
Mädris-Vermol ist eine Ortschaft in der politischen Gemeinde Mels im Sarganserland im Kanton St. Gallen in der Schweiz und liegt am Melser Hinterberg. Nebst den Weilern Mädris und Vermol besteht die Ortschaft aus Einzelhöfen.

## Mädris
Die 1840 gebaute Kapelle ist dem heiligen Michael geweiht. Die beiden Glocken wurden 1733 und 1858 gegossen. 1938 erhielt die Kapelle neue Glasfenster.
Seit 1997 stellt die Bergkäserei Mädris Melser Bergkäse, Mutschli und Weichkäse her.
Zu Mädris gehört das Naturschutzgebiet Chapfensee mit dem gleichnamigen Stausee. Das Kraftwerk Chapfensee wird von der Gemeinde Mels betrieben. Die beiden Gewichtsstaumauern an der Ostseite sind 20 beziehungsweise 10 Meter hoch und 125 respektive 143 Meter lang.

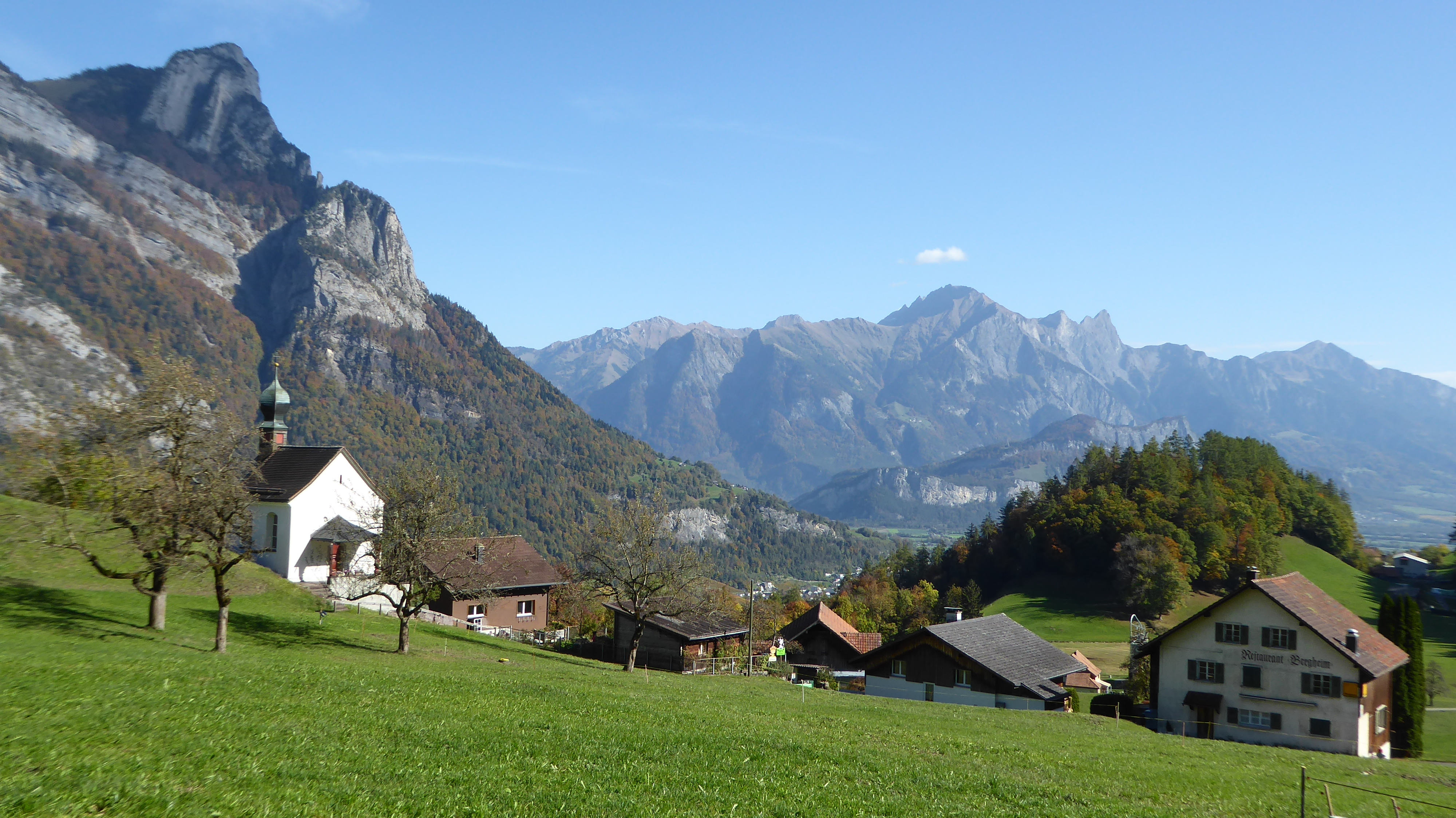
Blick von Mädris aufs Rheintal
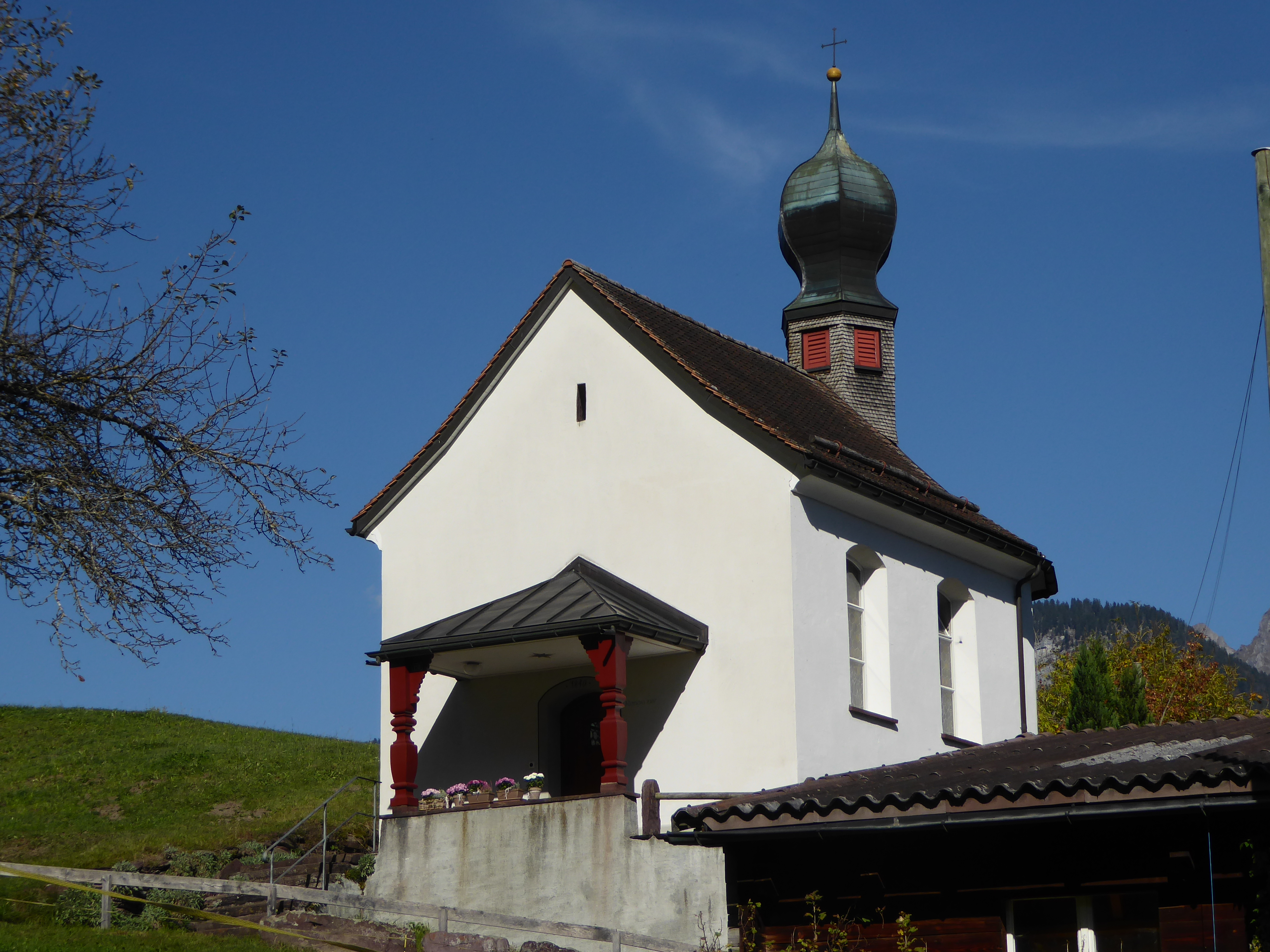
Kapelle St. Michael, Mädris
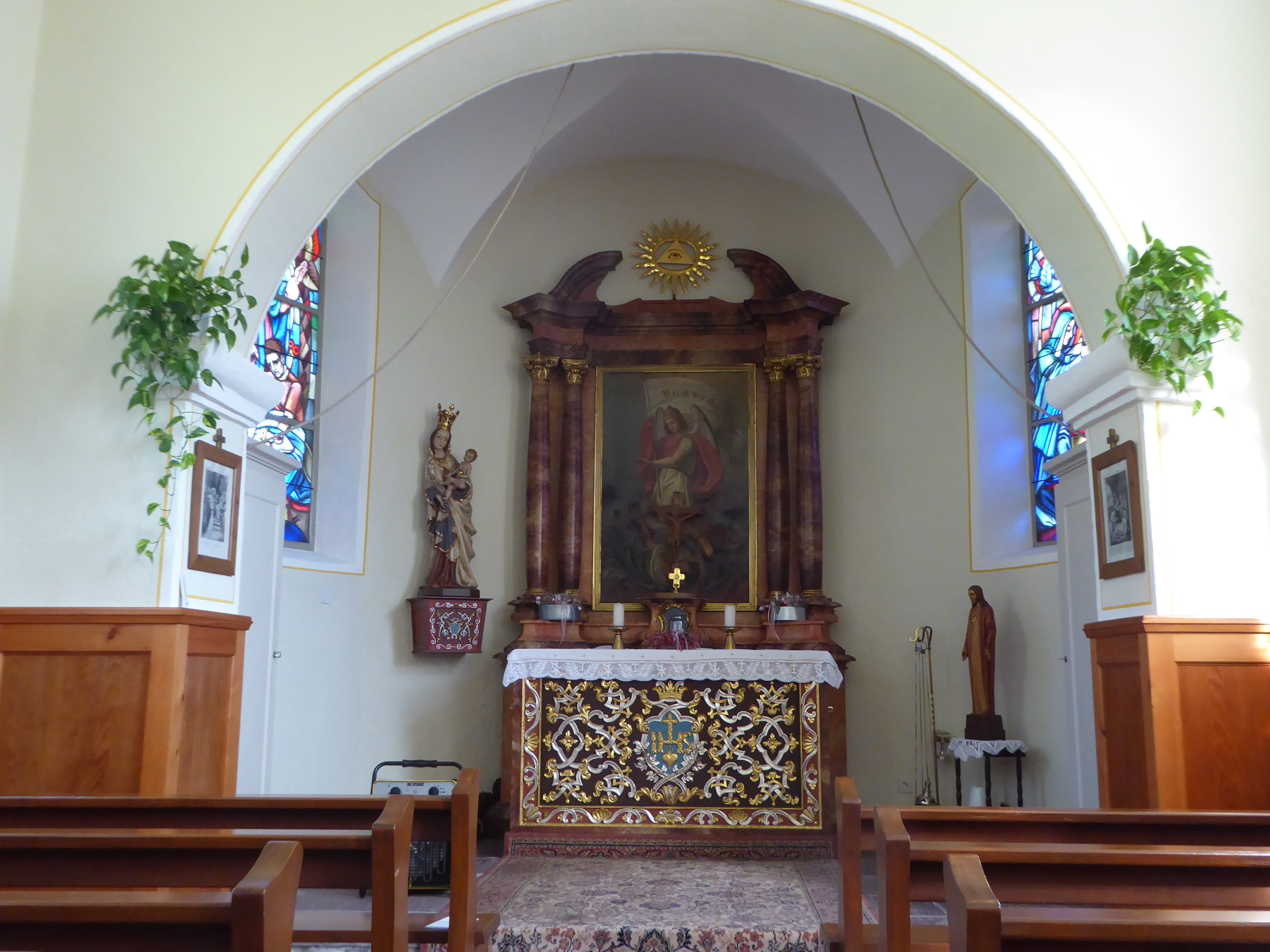
Innenraum der Kapelle

## Vermol
Vermol ist die höchstgelegene und jüngste Dauersiedlung am Melserberg und wurde 1515 erstmals urkundlich erwähnt.
Vermol an einem steilen Hang über dem Seeztobel. Obervermol trug früher den Namen Tannenfreud.
Gegen Ende des 18. Jahrhunderts wurde eine neue Strasse nach Vermol projektiert, die heute als Wanderweg dient.
1789 wurde die Kapelle erstellt und der Muttergottes und der heiligen Katharina geweiht. Die Kapelle erhielt 1936/37 eine neue Holzdecke.

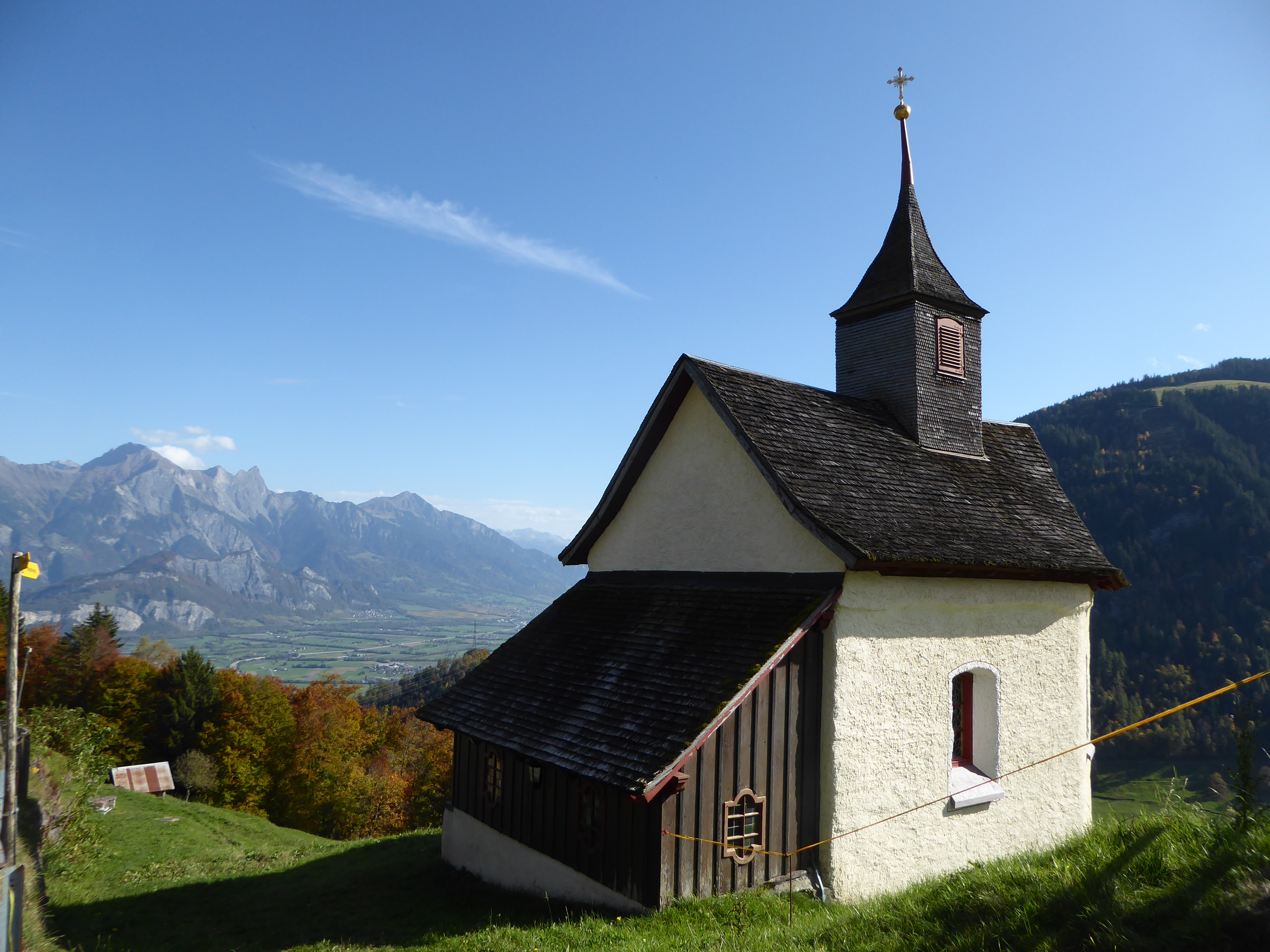
Muttergottes- und Katharina-Kapelle
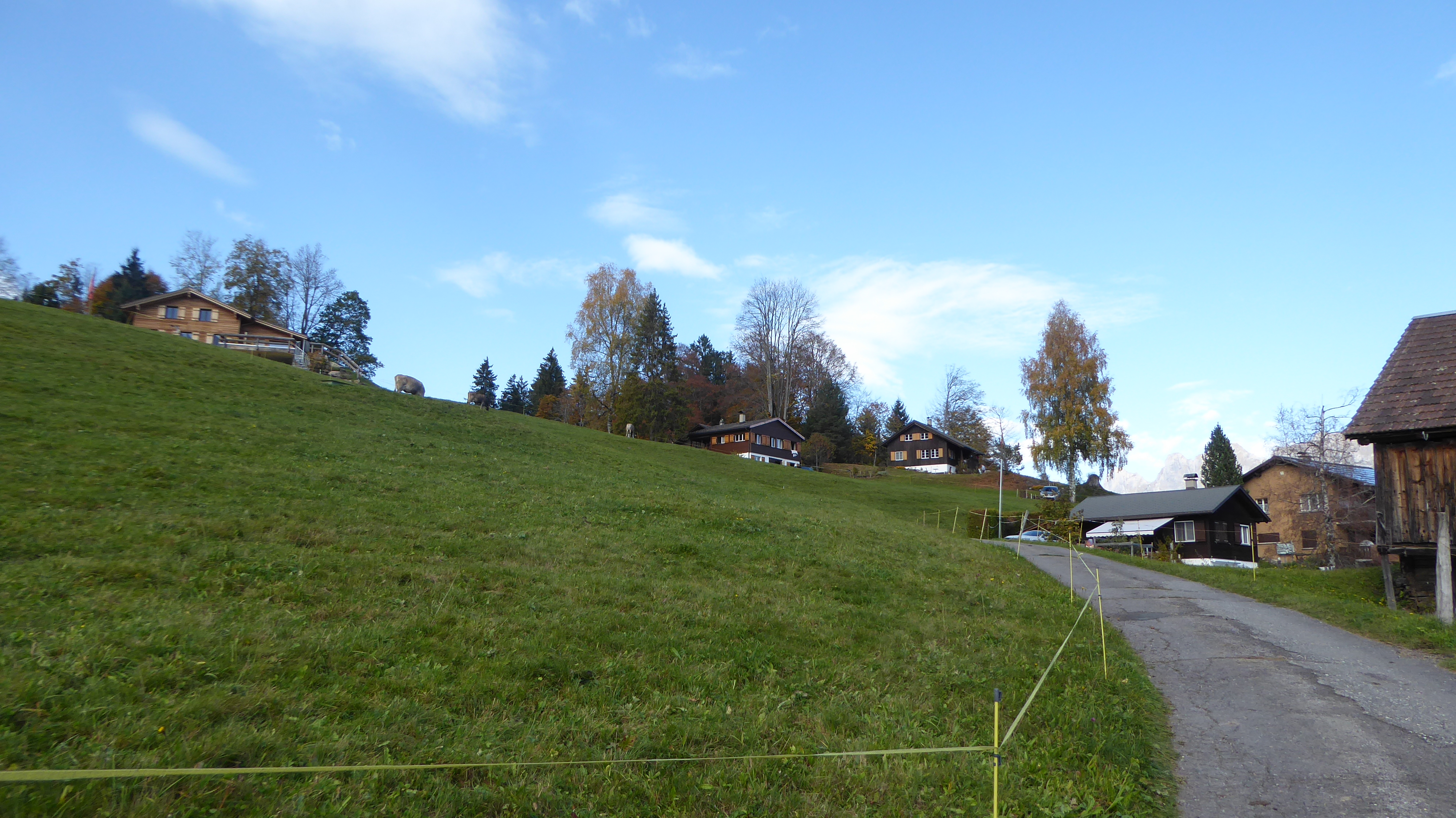
Wochenendhäuser
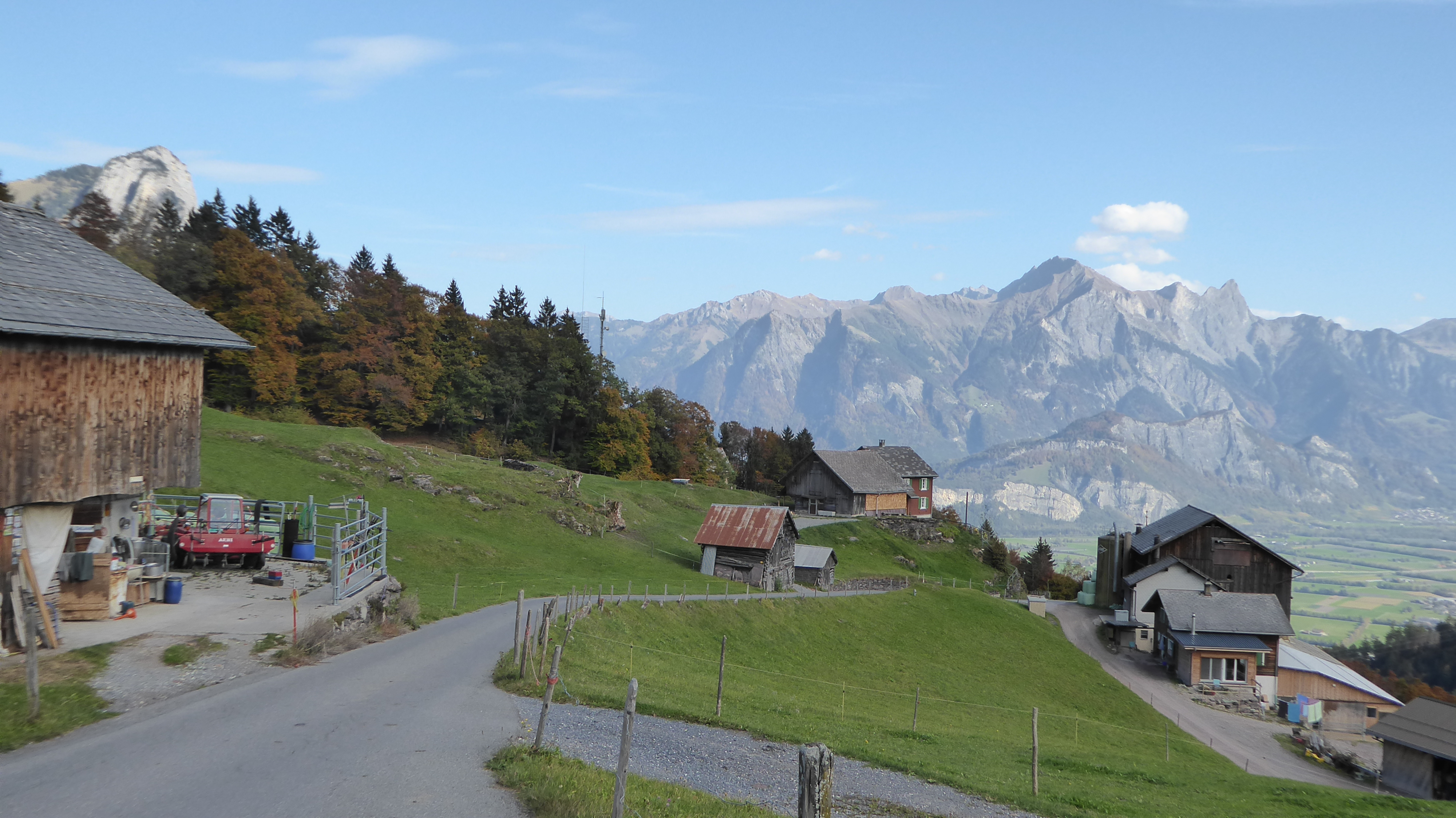
Blick von Vermol auf die Rheinebene
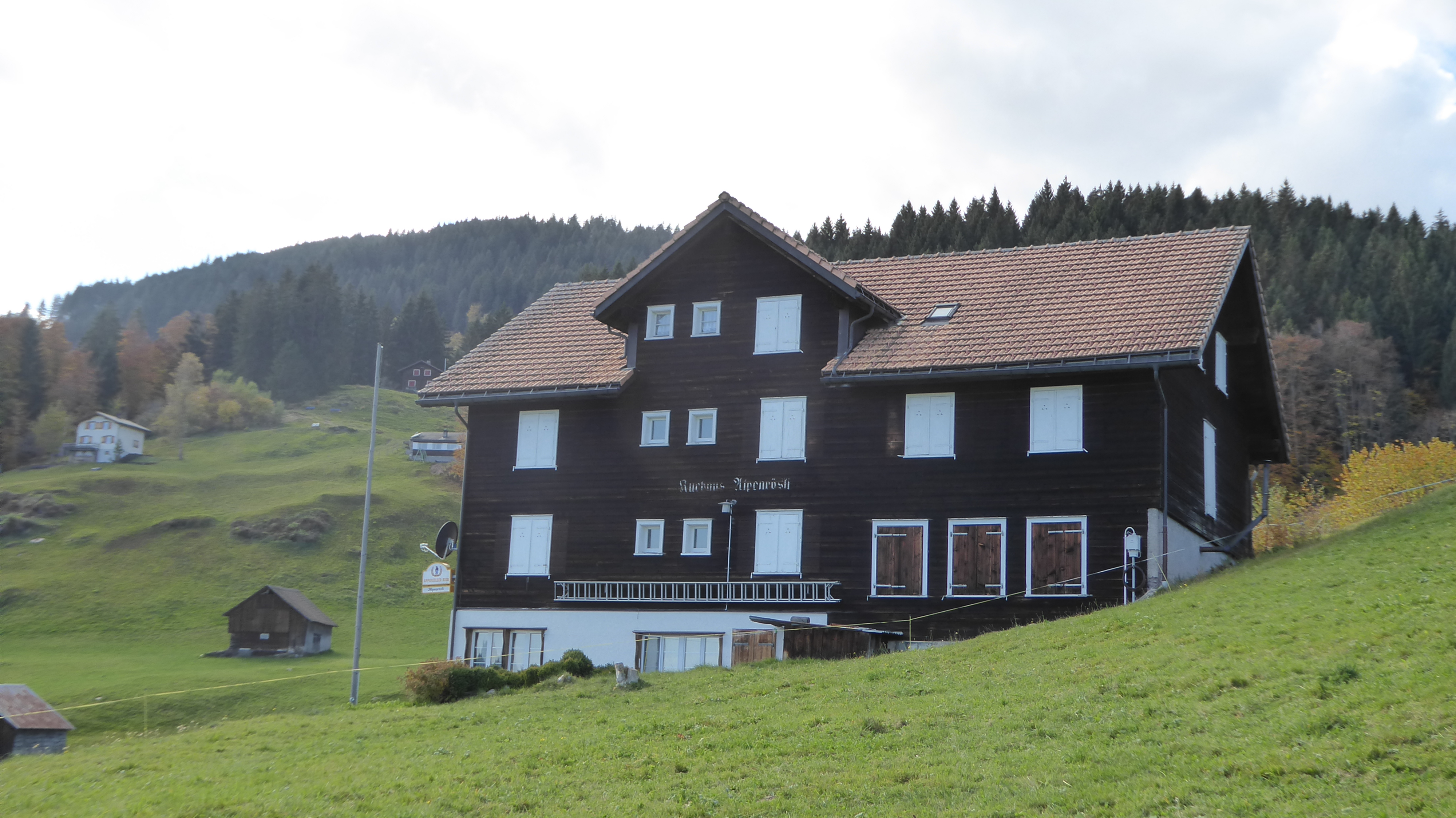
Das Kurhaus Alperösli hat seinen Betrieb eingestellt